# Hendri Spescha
Hendri Spescha, auch Hendry Spescha (* 24. November 1928 in Trun; † 28. Oktober 1982 zwischen Zürich und Domat/Ems), war ein Schweizer Sekundarlehrer, Autor und Politiker.

## Leben
Hendri Spescha war der Sohn des Schuhmachers und Fabrikarbeiters Pieder Giusep Spescha und dessen Ehefrau Margreta Catrina (geb. Nay); sein Bruder war der Maler Matias Spescha. Sein Onkel war der Dichter und Politiker Sep Mudest Nay (1892–1945). Er war mit Martina (geb. Jörger) aus Domat/Ems verheiratet. Als Söhne aus dieser Verbindung gingen der Schriftsteller Flurin Spescha und der Gestalter Ramun Spescha hervor. 
Spescha besuchte von 1944 bis 1949 das Kantonische Lehrerseminar (heute: Pädagogische Hochschule Graubünden) in Chur und war bis 1950 als Primarlehrer in Tinizong tätig. Er erwarb anschliessend das Sekundarlehrerpatent und unterrichtet ab 1959 in Domat/Ems.
Von 1959 bis 1968 war er Leiter der späteren Stiftung Bündner Eingliederungsstätte für Behinderte (seit 1990 ARGO) in Chur. 1968 war er Generalsekretär des Dachverbands aller romanischen Sprachvereine Lia Rumantscha und blieb in dieser Stellung bis 1978, bevor er von 1979 bis 1982 Redakteur des rätoromanischen Fernsehens wurde.
Hendri Spescha verstarb während der Heimfahrt im Zug von Zürich nach Domat/Ems.

## Politisches und schriftstellerisches Wirken
Als Redakteur des rätoromanischen Fernsehens verfasste er unter anderem auch Künstler- und Dichterporträts. Er galt als einer der Erneuerer der bündnerromanischen Lyrik und veröffentlichte unter anderem 1984 Il Giavin dalla siringia (Das Locken des Flieders), in dem er Gedichte, literarische Prosa und Texte zum Zeitgeschehen darstellte, sowie 1998 Uss: poesias (Jetzt: Gedichte); dazu war er Autor von Hörspielen und Erzählungen, so verfasste er unter anderem 1955 während eines Aufenthalts in Paris das Hörspiel E tut quei che nus vein da retscheiver (Und alles, was wir zu empfangen haben); darin thematisierte er die Bemühungen eines Arbeiters um gerechten Lohn und gewerkschaftlichen Schutz in der Tuchfabrik Trun. Weil er den Arbeiter Giusep Camiu nannte, wurde hierin ein Pseudonym für seinen Vater gesehen, dies führte nach der Ausstrahlung des Hörspiels zu dessen fristloser Kündigung; die Entlassung wurde nach Intervention des Schweizerischen Schriftsteller- und Schriftstellerinnenverbands wieder rückgängig gemacht.
Teilweise wurden seine Publikationen durch seinen Bruder illustriert, so unter anderem 1958 Sinzurs.
1956 erschien seine Übersetzung Quels della via des sozialkritischem Gegenwartsstück Zugvögel von Heinz Künzi (1914–1980). 1963 gab er eine Monografie über Alois Carigiet heraus und arbeitete 1964 an der Anthologie Bestand und Versuch. Schweizer Schrifttum der Gegenwart mit. Er verfasste auch unter anderem das Schauspiel Il clom (Der Ruf), das 1964 an der Schweizerischen Landesausstellung in Lausanne uraufgeführt wurde; seine Übersetzung Il tradiment da Novara von Cäsar von Arx' Der Verrat von Novara wurde am 11. Oktober 1975 im Stadttheater Chur unter der Regie des Emser Marco Gierit aufgeführt.
Sein sprachlicher Nachlass im bündnerromanischen Idiom Sursilvan ist im Schweizerischen Literaturarchiv in Bern verzeichnet.
1973 wurde Hendri Spescha zum Grossrat für die Christlichdemokratische Volkspartei für den Kreis Rhäzüns in das Kantonsparlament gewählt und übte das Amt bis 1979 aus.

## Auszeichnung
- 1964 erhielt Hendri Spescha für sein poetisches Werk den Preis der Schweizerischen Schillerstiftung[5].

## Schriften (Auswahl)
- Heinz Künzi; Hendri Spescha: Quels della via. Cuera: Ligia Romontscha, 1956.
- Hendri Spescha; Matias Spescha: Sinzurs. Muster: Stampa Romontscha, 1958.
- Gion Antoni Bühler; Hendri Spescha: Igl Indian Grischun novella adattada per la scolas dil Plaun da Hendry Spescha. Cuera Ligia Romontscha, 1958.
- Kaspar Jörger: Domat/Ems. Eine geographische und kulturhistorische Studie, herausgegeben von Hendri Spescha, Domat/Ems 1962.
- Hendri Spescha; Matias Spescha: Alla notg. 1963.
- Alois Carigiet: aus Leben und Werk des Malers. Zürich: Rascher, 1963.
- Alois Carigiet; Hendri Spescha; Cla Biert: Zocla, Zila, Zepla. Zürich: Schweizer Spiegel Verlag, Ligia Romontscha, 1965.
- Alois Carigiet; Hendri Spescha; Cla Biert: Viturin e Babetin. Cuira: Ed. Ligia Romontscha, 1967.
- Alois Carigiet; Hendri Spescha; Cla Biert: Maurus e Madlaina. Zurich: Schweizer Spiegel Verlag, Ligia Romontscha. 1969.
- Hendri Spescha; Matias Spescha: Sendas: Dudisch poesias. Cuera: Bündner Tagblatt, 1975.
- Hendri Spescha; Andri Peer: L'orculat: Poesiis furlanis sul tramolz. Locarno: Edizions de Cumunitat Furlane de Suizzare, 1976.
- Kleine Umfrage der LR betreffend den Sprachgebrauch in den romanischen Gemeinden: erste Analyse und provisorische Schlussfolgerungen. Chur: Ligia romontscha, 1977.
- Hans Peter Faganini; Hans Wili; Eduard Montalta; Hendri Spescha; Hans Hürlimann: Der Wohlfahrtsstaat: Anspruch und Wirklichkeit. Olten: Walter, 1978.
- Sergey Prokofiev; Hendri Spescha: Pieder ed il luf. Chur: Gasser, 1981.
- Per tei e per mei. Mustér: Ed. Desertina, 1983.
- Hendri Spescha; Flurin Spescha: Il Giavin dalla siringia. Chur: Terra Grischuna Buchverl, 1984.
- Hendri Spescha; Ramun Spescha; Flurin Spescha: Pelegrinadi. Turitg, Cuira: Spescha, Flurin e Ramun, 1992.
- Hendri Spescha; Iso Camartin; Flurin Spescha: Uss: poesias.  Zürich: Ediziun Edescha, 1998.